# Piolho-do-algodão
O piolho-do-algodão (Aphis gossypii) é um afídio da família Aphididae, que coloniza malváceas, como o algodoeiro bem como algumas cucurbitáceas, como o melão, além de atacar também os citrinos. É uma espécie polífaga (alimenta-se de diversas espécies) e ubíqua. Constitui uma série praga na agricultura devido à melada que produz,  e que atrai as formigas, além de transmitir o vírus da Tristeza dos citrinos. As formas adultas, ápteras e virginíparas têm um corpo de cor variável, desde o verde-amarelado até cores próximas do preto, com sifúnculos pretos. As formas aladas, também virginíparas, têm cabeça, tórax e sifúnculos negros, com abdómen de cor variável. As ninfas variam no tamanho, sendo, geralmente menores que as formas adultas, apresentando uma coloração que vai do amarelo-palha ao verde-claro.
Em países temperados, a espécie reproduz-se quase sempre de forma assexuada, partenogénica. Noutros locais, pode ter reprodução holocíclica, fazendo a postura de ovos, que aí permanecerão durante o inverno, em espécies dos géneros Catalpa, Rhamnus e Hibiscus.

## Outros nomes, grafias e etimologia
É também chamado de afídio-do-melão, afídeo-do-melão, piolho-do-melão e pulgão-do-melão.